# Sonny Boy Jaro
Sonny Boy Villaluz Jaro (ur. 24 marca 1982 w Silay City) – filipiński bokser, były zawodowy mistrz świata wagi muszej (do 112 funtów) organizacji WBC.
Karierę zawodową rozpoczął 1 września 2001. Do czerwca 2008 stoczył 37 walk, z których wygrał 26, 6 przegrał i 5 zremisował. W tym czasie zdobył tytuły mistrza Filipin, IBF Pan Pacyfik oraz OPBF.
27 września 2008 stoczył pojedynek z Meksykaninem Edgarem Sosą o tytuł mistrza WBC w wadze junior muszej przegrywając jednogłośnie na punkty. Kolejna próba zdobycia tytułu mistrza świata w tej kategorii również zakończyła się niepowodzeniem. 21 listopada 2009 przegrał z Giovani Segurą (Meksyk) walkę o tytuł mistrza WBA.
2 marca 2012 w Chonburi po raz trzeci stanął przed szansą zdobycia tytułu mistrza tym razem WBC w wadze muszej. Przeciwnikiem był broniący tytułu wieloletni jego posiadacz, uważany za najlepszego zawodnika tej kategorii Taj Pongsaklek Wonjongkam. Jaro odniósł sensacyjne zwycięstwo przez techniczny nokaut w szóstej rundzie mając przeciwnika na deskach w rundach pierwszej, trzeciej oraz szóstej i został nowym mistrzem świata. W pierwszej obronie tytułu zmierzył się, 16 lipca w Kasukabe, z Japończykiem Toshiyukim Igarashim. Po zaciętym pojedynku przegrał niejednogłośnie na punkty i utracił pas mistrzowski.